# 名鏡勝朗
名鏡 勝朗（めいきょう かつお、1940年 - ）は、日本の写真家。古書籍、美術品、工芸品の写真を専門とする。

## 経歴
1940年、東京・江東区生まれ。千葉県市川市大野町在住。1963年、日本大学芸術学部写真学科卒業後、国立文化財研究所からの依託により文化財の撮影を担当していた小沢健志教授に1年間師事・研鑽し、さらに美術品撮影を専門としていた写真家の山本正勝のアシスタントをつとめた後に独立。美術工芸品や文化財の撮影を専門とする写真家として活動している。
その間、日本書誌学の第一人者である川瀬一馬や詩人・美術評論家の安東次男から薫陶をうけ、古書籍、美術、古美術の鑑賞や接し方について多くの教示を受け学んだ。
古書籍、美術、古美術のほか能の舞台写真の撮影にも力をそそぎ、高い評価を得ている。五島美術館、センチュリーミュージアム、縄文芸術館、サンリツ服部美術館などが発行している図録等の写真撮影も担当。能の舞台写真は、宝生流の演能を中心に撮影制作している。

## 著書
- 『夢窓国師禅と庭園』（文：川瀬一馬、写真：名鏡勝朗）講談社、1968年。
- 『陶磁』（文：赤沼多佳 等、写真：大塚清吾、写真：名鏡勝朗）淡交社〈カラー日本の工芸 第10〉、1978年。
- 『西洋人形 アンティーク・ビスクドール』（写真：明鏡勝朗、文：中村公一）講談社、1982年。
- 『アール・ヌーヴォーのランプ』（文：岩田糸子・井上暁子、写真：名鏡勝朗）講談社、1984年。
- 『世界のアンティーク万年筆』（文：中園宏、写真：名鏡勝朗）講談社、1985年。
- 宗左近『古美術幻妖』（写真：名鏡勝朗）平凡社、1991年。ISBN 9784582268034。
- 『源氏物語花の五十四帖 : 岡田広山がいける』（いけ花：岡田広山、文：原岡文子、写真：名鏡勝朗）求龍堂、2001年。ISBN 4763001027。

## 撮影担当作品

### 川瀬一馬の著作

#### 川瀬 著、名鏡 図版撮影
- 『増補 古活字版之研究 上巻』日本古書籍商協会、1967年。
- 『日本書誌学概説 増訂版』（名鏡勝朗 撮影）講談社、1972年。
- 『古辞書の研究 増訂版』雄松堂出版、1986年。
- 『五山版の研究 上巻』（名鏡勝朗 撮影）日本書籍商業協同組合、1970年。
- 『五山版の研究 下巻』（名鏡勝朗 撮影）日本書籍商業協同組合、1970年。
- 『江戸時代仮名絵入文学書概論 : 「江戸文学総瞰」解説並に収録書目』雄松堂書店、1972年。
  - 『江戸時代仮名絵入文学書概論 増補版 : 「江戸文学総瞰」解説並に収録書目』大東急記念文庫、1977年。
- 『古写古版物語文学書解説 : 付随筆・日記・紀行』雄松堂書店、1974年。
- 『古辞書概説』雄松堂書店、1977年。
- 『日本文化史』講談社学術文庫、1978年。
- 『日本書誌学之研究 続』雄松堂書店、1980年。
- 『日本書誌学用語辞典』雄松堂書店、1982年。

#### 川瀬  編著・編集、名鏡 図版撮影
- 『石井積翠軒文庫善本書目 本文篇』臨川書店、1981年。
- 『石井積翠軒文庫善本書目  図録篇』臨川書店、1981年。
- 『龍門文庫善本書目 其の1（古写本の部 1）』阪本龍門文庫、1978年。
- 『龍門文庫善本書目 其の2（古写本の部 2）』阪本龍門文庫、1979年。
- 『龍門文庫善本書目 其の3（自筆本の部・田村右京大夫宗永遺書の部）』阪本龍門文庫、1979年。
- 『龍門文庫善本書目 其の4（古板本の部.古活字版の部）』阪本龍門文庫、1981年。
- 『龍門文庫善本書目 其の5（古写経の部）』阪本龍門文庫、1981年。
- 『龍門文庫善本書目』阪本龍門文庫、1982年。
- 夢窓国師『夢中問答集』（川瀬一馬 校注・現代語訳）講談社〈講談社文庫〉、1976年。
  - 夢窓国師『夢中問答集』（川瀬一馬 校注・現代語訳）講談社〈講談社学術文庫〉、2000年。
- 大鹿久義 共 編『伴信友全集 別巻（伴信友研究篇）』ぺりかん社、1979年。